# Ngoyo (arrondissement de Pointe-Noire)

Ngoyo est le sixième et dernier arrondissement de Pointe-Noire, la capitale économique de la République du Congo.

## Limites géographiquess
Autrefois, un des principaux villages disséminés le long la route reliant la capitale économique à l'enclave angolaise du Cabinda, Ngoyo est né en 2011, de l'éclatement administratif (Journal officiel - loi n°15-2011 du 17 mai 2011) de l'arrondissement 3 Tié-Tié, jusque là le plus grand de Pointe-Noire. En effet, avec 29 quartiers, la gestion de Tié-Tié par l'équipe municipale était devenue un casse-tête. Cette division a conduit à la création d'un territoire d'une superficie de 70 309 m2.
Ngoyo est limité :
- au nord par la voie du CFCO, depuis la limite Est de l'aéroport international Agostinho-Neto jusqu'au passage à niveau de l'avenue de l'Indépendance, prolongé jusqu'au ponceau de la rivière Niandji en passant sur le pont de la rivière Koulombo.

- à l'est en descendant la rivière Niandji jusqu'au lac de Loufoualeba par son contour Ouest-Sud jusqu'à son extrémité Sud-Est. De ce point, une ligne droite conventionnelle aboutit au PK 16,859 sur la route nationale N° 4; par une ligne droite conventionnelle perpendiculaire à la côte atlantiique;

- au Sud-Ouest :de la côte jusqu'au point d'intersection avec la ligne droite conventionnelle perpendiculaire à la côte en passant par le pont de Tchimagni sur la route nationale N°4 jusqu'à I'intersection de la limite Est de I'aéroport. De là il se prolonge jusqu'à I'intersection avec la voie du chemin de fer Congo-océan

Ngoyo n'est desservi que par deux axes routiers: 
- la nationale 4 où se trouve le siège de l'arrondissement et qui mène à la frontière avec le Cabinda;
- l'avenue de l'indépendance qui sépare Ngoyo de Tié-Tié.

Ceci fait de Ngoyo, un arrondissement enclavé et congestionné par les bouchons de véhicules notamment aux heures de pointe.
La construction d'une part, d'un axe littoral, prolongement de l'avenue Jacques Bouiti sur la côte sauvage, via l'avenue Ngueli-Ngueli et la lagune Cayo pour déboucher vers Nvassa et d'autre part d'un second axe de Nvassa vers l'avenue Jean-Pierre Thystère-Tchicaya sur la nationale 5 afin de désenclaver le secteur proche du lac Nanga et de fluidifier la circulation.
Mais le manque de plan local d'urbanisme et la pression foncière sont autant de frein à un aménagement de ce nouvel arrondissement.
La ville de Pointe-Noire est tellement tentaculaire que le péage de Côte Matève situé dans les quartiers de Mbondi et de Côte Matève a été déplacé en juin 2017 vers Fouta car il asphyxiait financièrement les habitants vivant de part et d'autre du péage. Afin de ne pas payer ce droit de passage sur la nationale 4, les véhicules poids lourds transportant les matériaux de construction (sable, gravier) ont emprunté des chemins de traverse, créant des crevasses et des voies impraticables durant la saison des pluies.

## Toponymie
Ngoyo ou Ngoyi est le nom du pays Ngoyo Ntu, commandé par le clan Kondi, et dont le génie protecteur est Ma Ngoyi Tchi Mvassa.
Une autre explication serait que le nom Ngoyo soit attribué aux enfants nés de père inconnu et de mère aux mœurs légères. En effet, le génie tutélaire Nkisi si féminin appelé Tchituta, originaire de Cabinda et propriétaire de la terre de Ngoyo, prit pour époux, un génie sans père appelé Ngoyo qui en guise de respect fut appelé Ma Ngoyi.
Tchituta régnait sur cinq familles:
- la famille des maris appelée Tchiméma tchi lusundi
- quatre familles de femmes représentées par les Sèci, les Bingwibili, les Mvassa et les Yenza.

C'est le lieu de naissance de du poëte et homme politique Jean-Baptiste Tati Loutard.

## Quartiers

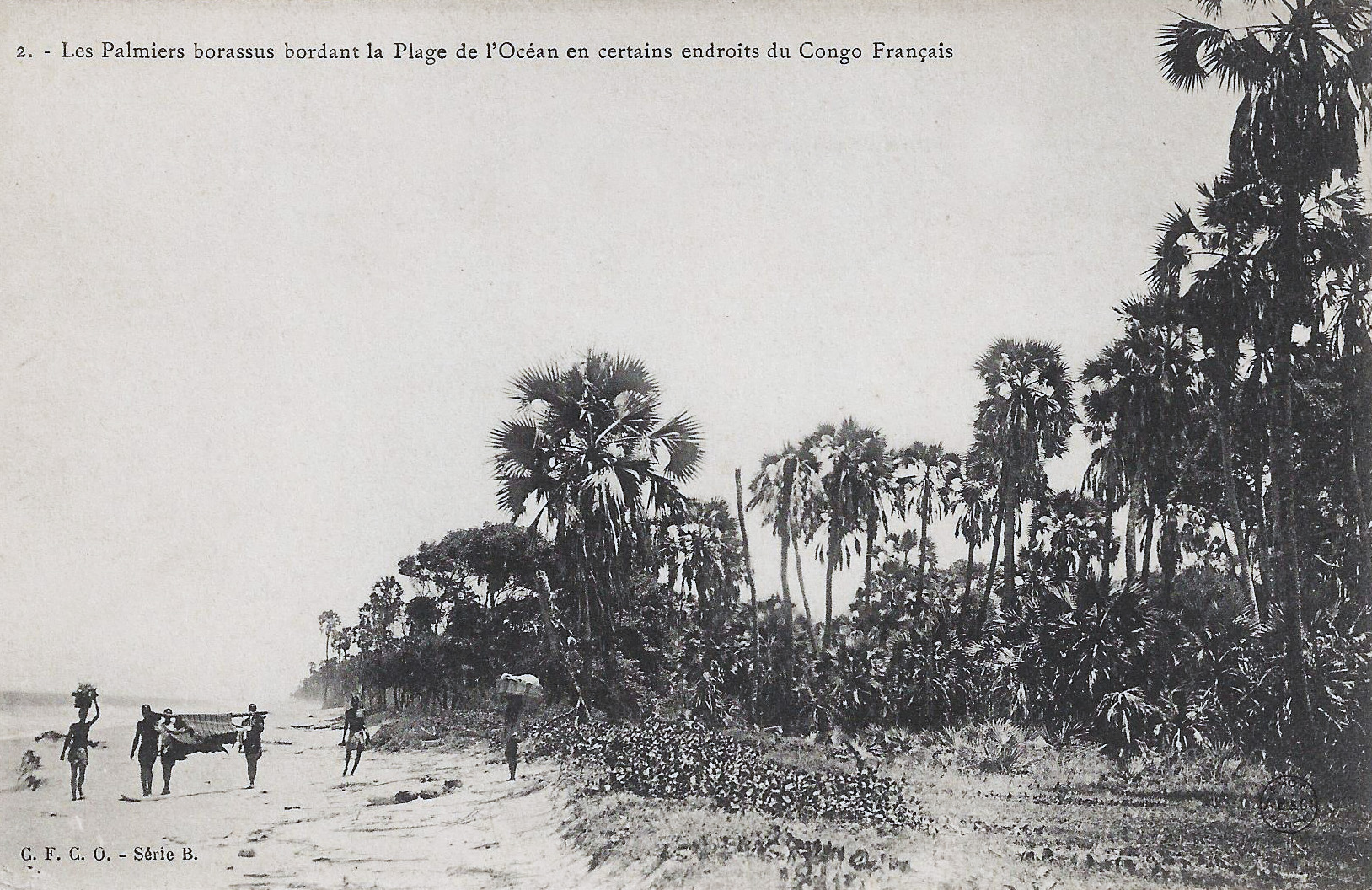
Les palmiers borassus bordant la plage de l'océan en certains endroits du Congo Français (1905)

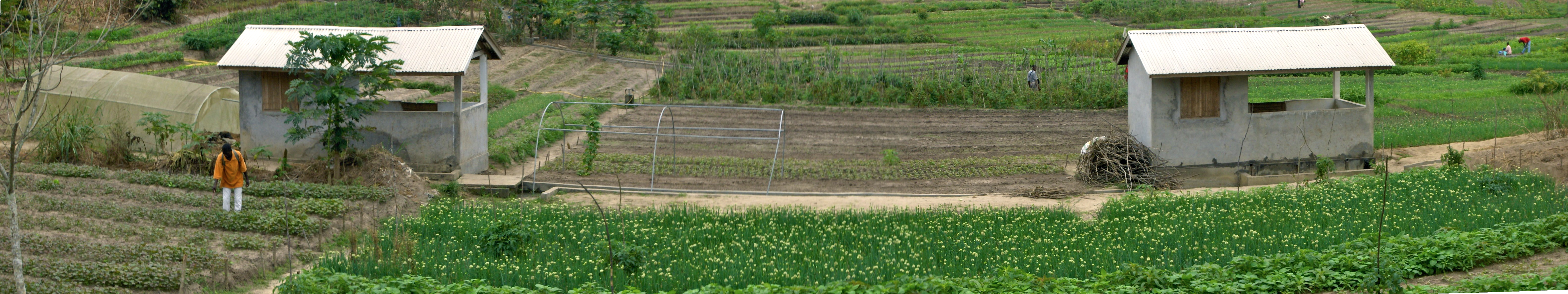
Vue panoramique du centre agropastoral Agri-Congo de Tchibambouka.

Ngoyo compte actuellement les quartiers suivants:
- Côte Matêve: C'est la transcription imparfaite de l'expression en langue Vili Nkot' Bitefa (verbe Kukota signifiant entrer et bitefa signifiant nattes au pluriel). Cette contrée dangereuse et difficile d'accès, située sur le chemin menant de Tchikungula (actuelle Pointe-Noire) vers le royaume de Ngoyo était autrefois recouverte de borassus, palmier à épines servant pour la confection des nattes[5].
- Tchimbambouka
- Tchimani
- Djeno, quartier du terminal pétrolier
- Mpaka

- - En langue vili Mpaka se traduit par les trois acceptions suivantes : "doute", "contradiction" ou "opposition".  Ce quartier s'appelait également Tchivounda qui signifie en vili "lieu de repos", Une zone de ce quartieir porte encore ce nom de Tchivounda. Celui-ci est le nom d'un génie venant du Cabinda et autorisé à s'installer sur la rive droite de la rivière Tchimpanzou (Patra), précisément dans un lac entouré de palmiers et de safoutiers, dont les fruits étaient consommés sur place et ne pouvaient être vendus ou distribués ailleurs. Il s'est ensuite installé dans une forêt devenue interdite et donc un sanctuaire.
  - C'est à cet endroit que les génies se reposaient et tenaient des réunions sur l'avenir de la communauté.
  - Mpaka, c'est ce lieu du doute, attribué à toute la contrée voisine de Ngoyo et Tchimbambouka, et dont le chef coutumier était Mani Siana.
  - Parmi les personnalités célèbres de Mpaka, on peut citer Jean Denis Tchimbakala, qui a construit avec ses propres deniers, une école primaire publique qui porte son nom.

- Mpolo
- Tchivenza
- Patras ou Ngondji
- Mayinga
- Mvassa
- Tchilala
- Mbondi

L'ancienne administratrice maire Yolande Ketta-Mbanguyd née Batchi Landou, souhaite redécouper certains quartiers comme Côte Matève ou Tchimbambouka pour en faciliter la gestion.

## Liste des maires
- Michel Nzaou Moutou (2011-2015)
- Yolande Ketta-Mbanguyd née Batchi Landou (2015-2020)[6]
- Wilfrid Genest Paka Banthoud depuis le 9 juillet 2020[7],[8]

## Tourisme

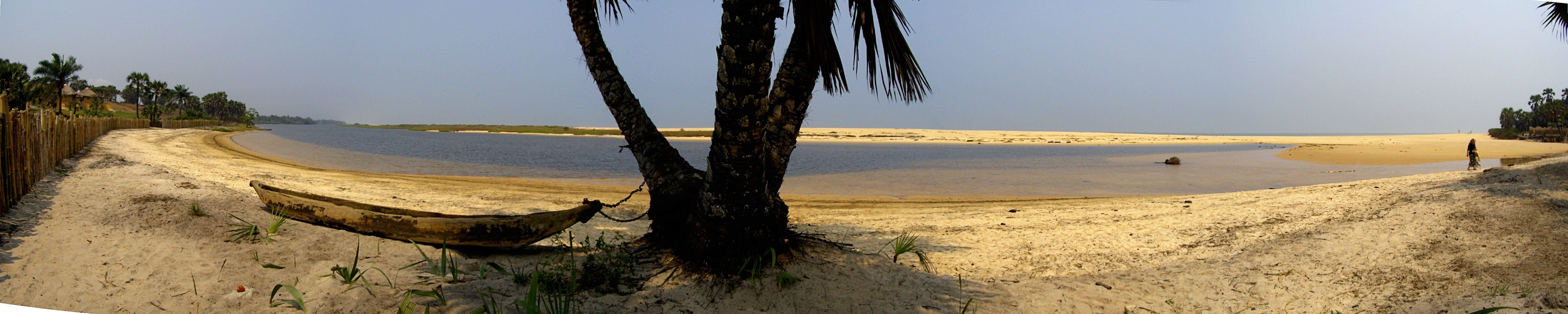
Vue panoramique de la plage de Djeno.

## Équipements

### Santé
- Centre de santé intégré  et maternité Madeleine Mouissou (du nom d'une réligieuse de la congrégation de la visitation Sainte-Marie depuis 1967, originaire de Loango)[9] à Mpaka. La maternité a été inaugurée le 1er décembre 1999 par la première dame Antoinette Sassou Nguesso et le ministre de la Santé Léon-Alfred Opimba[10].

### Enseignement
- Collège d'enseignement général Pierre Tchicaya de Boempire
- Collège d'enseignement général CEG DE NGOYO A  et CEG DE NGOYO B

### Édifices religieux
- Église catholique saint Jean Apôtre

## Sites naturels
- lac de Loufoualeba ou lac Nanga;

## Filmographie
- Ngoyo le village rétro 1999 Congo de Daniel Luban. https://www.youtube.com/watch?v=gB-pBpIiB_E